# Juan Antonio Llorente

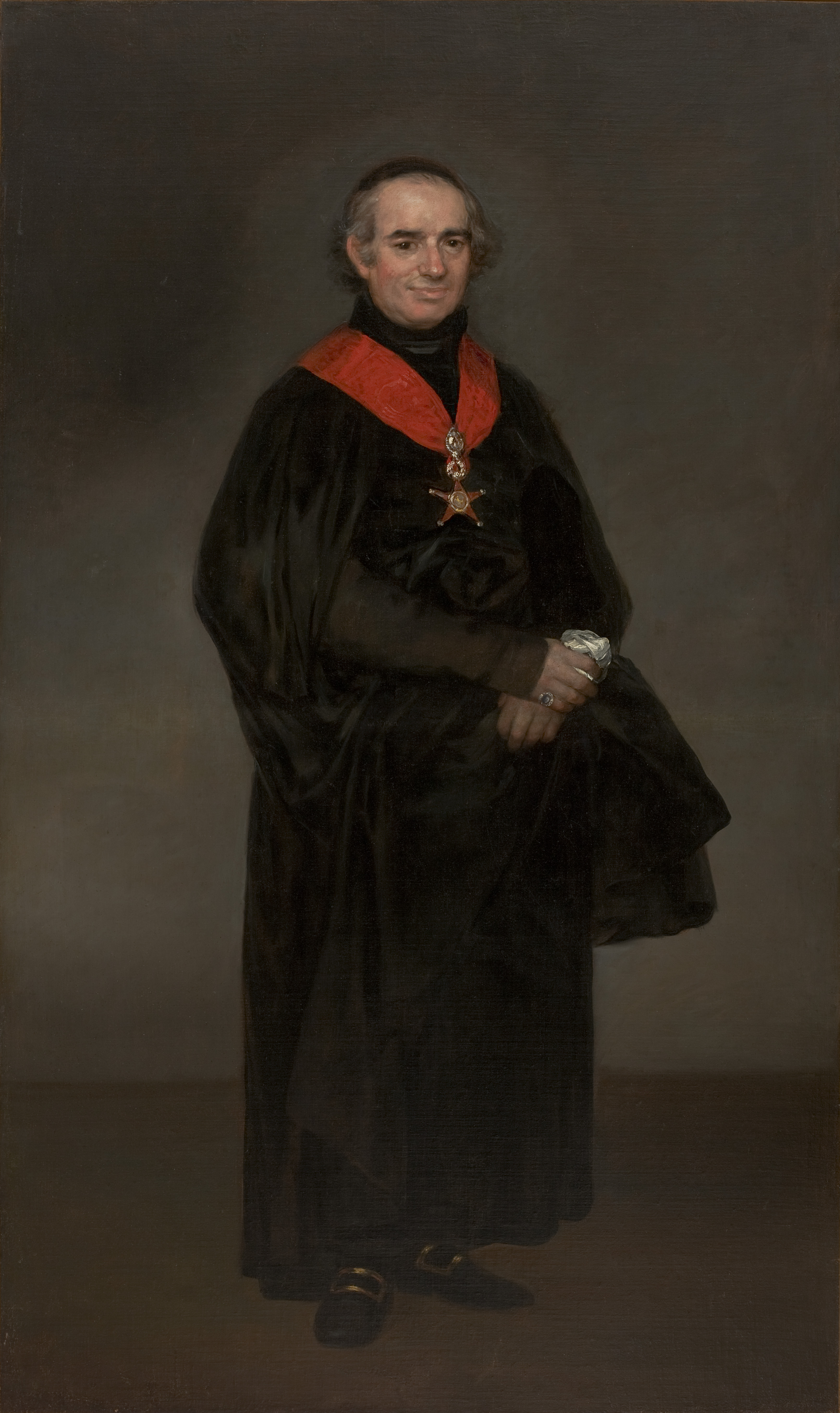
Juan Antonio Llorente, porträtiert von Goya zwischen 1810 und 1811

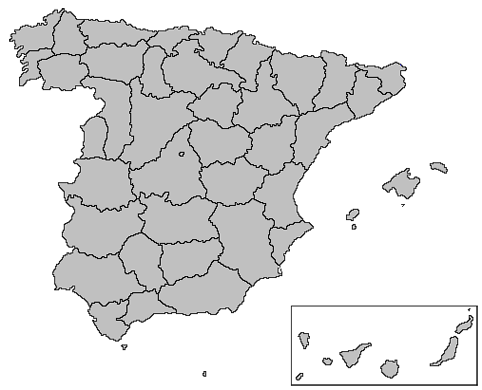
Prefecturas von Spanien (1810).

Juan Antonio Llorente (* 30. März 1756, Rincón de Soto, La Rioja; † 7. Februar 1823, Madrid) war ein spanischer Gelehrter, Politiker und Kirchenmann. Er befasste sich als einer der ersten Historiker mit der Geschichte der Inquisition.

## Leben
Juan Antonio Llorente wurde 1779 zum Priester geweiht und erhielt im folgenden Jahr den Doktortitel im Kanonischen Recht. Er ging 1785 als Testamentsvollstrecker der Herzogin von Sotomayor, der Ersten Hofdame und Vize-Kammerfrau der Königin, an den Hof nach Madrid. Hier wurde er bald zum Kommissar des Santo Oficio und zum Außerordentlichen Sekretär der Hof-Inquisition ernannt. 1790 wurde er zum Domherren von Calahorra ernannt, blieb aber zunächst als Literatur-Zensor bei Hofe. Der Generalinquisitor Manuel Abad y la Sierra erteilte ihm 1793 den Auftrag, ein Gutachten über das Verfahren des Santo Oficio anzufertigen. In dieser Studie kritisierte Llorente das Vorgehen der Inquisition und verlangte ihre Reform. Als sein Auftraggeber aus dem Amt schied, musste Llorente dieses Projekt aufgeben. Er überließ sein Manuskript 1797 Melchor Gaspar de Jovellanos, der es als Quelle für seine Representación al Rey sobre el Tribunal de la Inquisición verwendete.
Llorente war ein Anhänger Urqijos und damit auch der Jansenisten. Als nach Urquijos Sturz 1801 die Jansenisten verfolgt wurden, geriet Llorente ebenfalls in Schwierigkeiten. Der Generalinquisitor Ramón de Arce klagte ihn wegen Verrats des Santo Oficio an, er wurde zu einem Monat Hausarrest und dem Verlust seiner Titel als Kommissar und Sekretär der Hofinquisition verurteilt.
Während der Abdankungen von Bayonne 1808 überreichte er Napoleon einen Text, in dem er vorschlug den Klerus zu säkularisieren und die kirchlichen Orden aufzulösen. Das gab seiner politischen Karriere Auftrieb, er wurde Mitglied der Nationalversammlung, die Napoleons Bruder Joseph Bonaparte als José I. zum König wählte und die Verfassung von Bayonne akzeptierte. Llorente war eine Führungsfigur unter den Frankreichfreunden und Bonapartisten, er wurde zum Staatsrat für Kirchenangelegenheiten ernannt. Er verteidigte den Regalismus des neuen Regimes in zwei Schriften. Im Juli 1813 musste er nach Frankreich fliehen, wo er sich 1814 in Paris niederließ.
Er versuchte erfolglos zu erreichen, dass eine Amnestie Ferdinands VII. auch seine Person umfassen sollte. Von 1817 bis 1818 veröffentlichte er sein Hauptwerk, die vierbändige Histoire critique de l’inquisition d’Espagne, die später in mehrere Sprachen übersetzt wurde. Dieses Werk wurde von Anhängern der Restauration heftig kritisiert, während es liberale Kritiker und die führenden europäischen Historiker überschwänglich lobten.
Als nach der Spanischen Revolution von 1820 die Verfassung von 1812 in Kraft trat, stellte sich Llorente in den Dienst des neuen, liberalen spanischen Staates. Deshalb, und weil den französischen Behörden seine Aktivitäten im Geheimbund der Charbonnerie aufgefallen waren, wurde er aus Frankreich ausgewiesen. Llorente ging nach Madrid. Hier führten seine Intrigen am 22. Februar 1822 zur Ausweisung des Päpstlichen Nuntius aus Spanien. Am 3. Februar 1823 erreichte er die Zustimmung des Hofes zu einer Neuregelung der Situation des Klerus.

## Werke
- El recluta gallego, 1782.
- Preferencia de los embajadores de España a los de Francia en los Concilios generales en la corte de Roma y en otras asambleas diplomáticas, 1786.
- Monumento romano, descubierto en Calahorra día 4 de marzo de 1788, Madrid 1789.
- Discursos histórico-canónicos sobre el origen y naturaleza de los beneficios patrimoniales del obispado de Calahorra, 1790.
- Disertación sobre el sitio en que estuvo la antigua Segóbriga, 1790.
- Historia de la emigración de los clérigos franceses a España, 1793, perdida.
- Discurso sobre la navegación del Ebro, 1797.
- Discurso sobre calificadores del Santo Oficio, 1797.
- Discursos sobre el orden de procesar en los tribunales de Inquisición, 1797.
- Plan económico para extinguir anualmente vales reales y acreditar los existentes, 1799.
- Noticias históricas de las tres provincias vascongadas, 1805.
- Reglamento para la Iglesia Española, 1808.
- Colección diplomática sobre las dispensas matrimoniales y otros puntos de disciplina eclesiástica, 1809.
- Disertación sobre el poder que los reyes españoles ejercieron hasta el siglo duodécimo en la división de obispados y otros puntos conexos de disciplina eclesiástica, 1810.
- Memoria histórica sobre cuál ha sido la opinión nacional de España acerca del tribunal de la Inquisición, 1812.
- Eurico, Tragödie.
- Discurso sobre la opinión nacional de España acerca de la guerra con Francia, Valencia, 1812.
- Observaciones sobre las dinastías de España, Valencia, 1812.
- Carta crítica sobre si el templo del Pilar de Zaragoza fue construido fuera o dentro de las murallas romanas de la ciudad, 1812.
- Defensa canónica y política de don Juan Antonio Llorente contra injustas acusaciones de fingidos crímenes; trascendental en varios puntos al mayor número de españoles refugiados en Francia, 1816.
- Carta de don Juan Antonio Llorente a M. Claussel de Coussergues sobre la Inquisición de España, 1817.
- Histoire critique de l’inquisition d’Espagne, 1817–1818.
  - deutsch: Kritische Geschichte der spanischen Inquisition. Übersetzt und mit Anmerkungen begleitet von J. K. Höck. 4 Bände. Gmünd, Ritter, 1819–1822